# Fizeau (cràter)
Fizeau és un prominent cràter d'impacte que es troba a la cara oculta de la Lluna, a l'hemisferi sud. A prop del cràter es troben Minkowski cap a l'oest-nord-oest, i Eijkman al sud-oest.

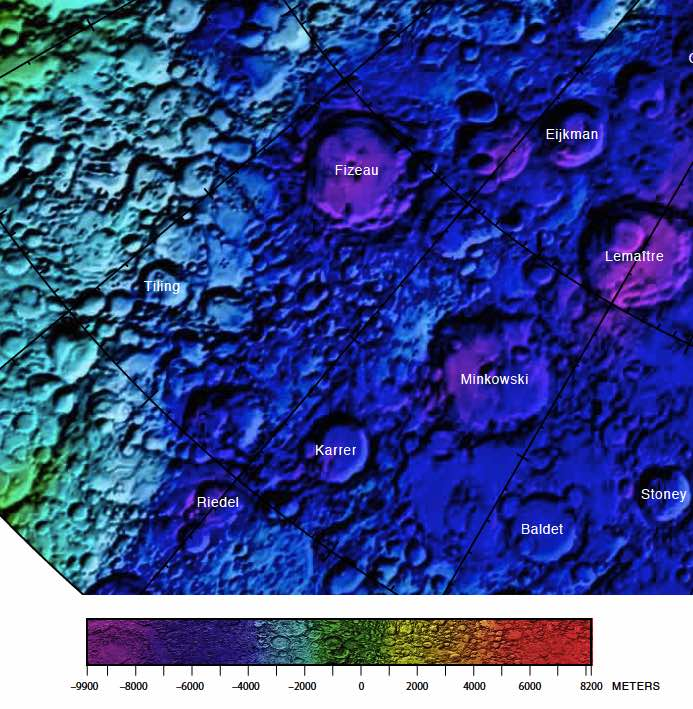
Localització de Fizeau (centre superior de la imatge)
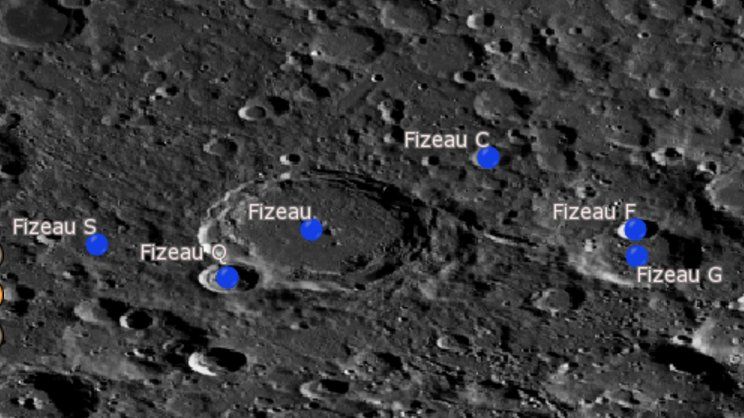
Cràters satèl·lit

La paret interna de la vora del cràter presenta un perfil amb terrasses a la meitat nord, mentre que la vora sud té una superfície interior de cisallament ha produït una sèrie de dipòsits sobre el fons del cràter.
Un petit però prominent cràter travessa la vora sud-oest, amb una superfície interior que forma feixes escalonades que cobreixen la major part del seu interior. També apareixen cràters més petits a la vora, cap al nord-est i l'oest-sud-oest.

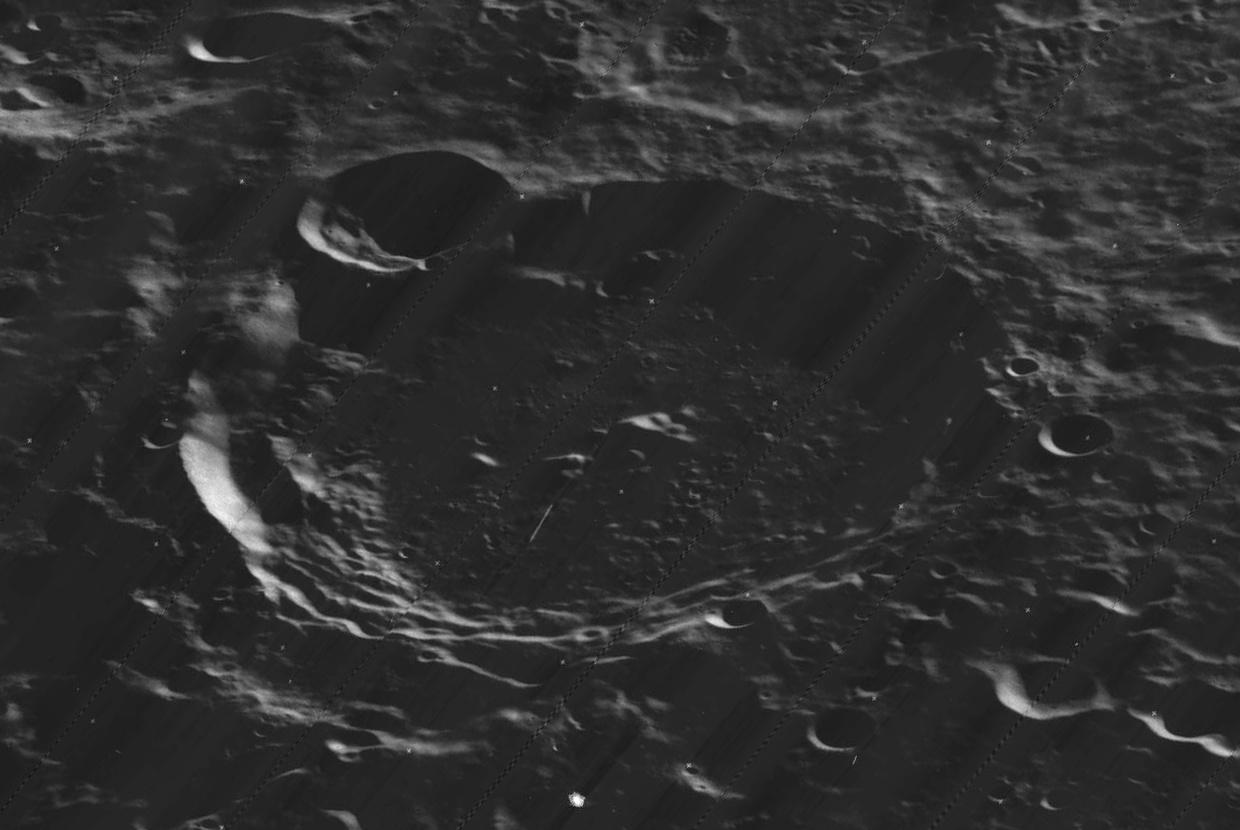
Vista obliqua de Fizeau, a la cara oculta de la lluna, mirant cap a l'oest
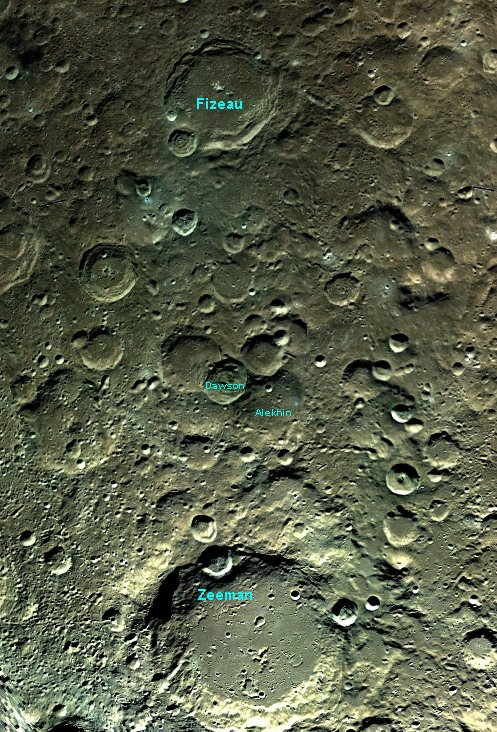
Imatge de World Wind 1.4 (part superior de la imatge)

L'interior de Fizeau és relativament pla una vegada sobrepassades les terrasses, amb algunes petites elevacions a la secció nord-oest del cràter, que presenta un pic central a prop del punt mitjà. Només uns pocs cràters de mida reduïda marquen la seva plataforma interior.

## Cràters satèl·lit
Per convenció aquests elements són identificats en els mapes lunars posant la lletra en el costat del punt central del cràter que està més proper a Fizeau.
| Fizeau | Coordenades                            | Diàmetre |
| ------ | -------------------------------------- | -------- |
| C      | 56° 06′ S, 128° 30′ O / 56.1°S,128.5°O | 22 km    |
| F      | 58° 12′ S, 124° 30′ O / 58.2°S,124.5°O | 19 ;km   |
| G      | 59° 12′ S, 124° 30′ O / 59.2°S,124.5°O | 54 ;km   |
| Q      | 59° 48′ S, 136° 18′ O / 59.8°S,136.3°O | 28 km    |
| S      | 58° 42′ S, 139° 54′ O / 58.7°S,139.9°O | 62 km    |